# Liste der Baudenkmale in Finsterwalde
In der Liste der Baudenkmale in Finsterwalde sind alle Baudenkmale der brandenburgischen Stadt Finsterwalde und ihrer Ortsteile aufgelistet. Grundlage ist die Veröffentlichung der Landesdenkmalliste mit dem Stand vom 31. Dezember 2023. Die Bodendenkmale sind in der Liste der Bodendenkmale in Finsterwalde aufgeführt.

## Baudenkmale
In den Spalten befinden sich folgende Informationen:
- ID-Nr.: Die Nummer wird vom Brandenburgischen Landesamt für Denkmalpflege vergeben. Ein Link hinter der Nummer führt zum Eintrag über das Denkmal in der Denkmaldatenbank. In dieser Spalte kann sich zusätzlich das Wort Wikidata befinden, der entsprechende Link führt zu Angaben zu diesem Denkmal bei Wikidata.
- Lage: die Adresse des Denkmales und die geographischen Koordinaten. Link zu einem Kartenansichtstool, um Koordinaten zu setzen. In der Kartenansicht sind Denkmale ohne Koordinaten mit einem roten beziehungsweise orangen Marker dargestellt und können in der Karte gesetzt werden. Denkmale ohne Bild sind mit einem blauen bzw. roten Marker gekennzeichnet, Denkmale mit Bild mit einem grünen beziehungsweise orangen Marker.
- Bezeichnung: Bezeichnung in den offiziellen Listen des Brandenburgischen Landesamtes für Denkmalpflege. Ein Link hinter der Bezeichnung führt zum Wikipedia-Artikel über das Denkmal.
- Beschreibung: die Beschreibung des Denkmales
- Bild: ein Bild des Denkmales und gegebenenfalls einen Link zu weiteren Fotos des Baudenkmals im Medienarchiv Wikimedia Commons

### Finsterwalde
| ID-Nr.                           | Lage                                                           | Bezeichnung | Beschreibung | Bild |
| -------------------------------- | -------------------------------------------------------------- | --- | --- | --- |
| 09135058                         | (Lage)                                                         | Markt und einmündende Straßen, mit Rathaus, Stadtpfarrkirche, Schloss, mittelalterlicher Stadtanlage | Die erste urkundliche Erwähnung von Finsterwalde erfolgte im Jahre 1282. Unter Denkmalschutz steht hier das historische Stadtzentrum. | Markt und einmündende Straßen, mit Rathaus, Stadtpfarrkirche, Schloss, mittelalterlicher Stadtanlage |
| 09135005                         | Alexanderplatz 1 (Lage)                                        | Wohnhaus | Das zweigeschossige Gebäude besitzt ein Satteldach. Die Entstehung wird auf die erste Hälfte des 19. Jahrhunderts datiert. | BW |
| 09135067 Wikidata                | Am Kirchplatz (Lage)                                           | Pfarrkirche St. Trinitatis | Die evangelische Stadtpfarrkirche wurde ab 1575 erbaut, fertiggestellt wurde sie 1593. Der dreischiffigen Kirche aus Backstein-Mauerwerk sind im Norden die Sakristei und die Herrschaftsloge angebaut. Im Inneren befindet sich ein Altaraufsatz aus dem Jahr 1594, die Kanzel wurde 1613–1615 erbaut. Die Orgel ist aus dem Jahr 1881, auffällig ist das neobarocke Prospekt. In der Kirche befinden sich mehrere Epitaphien. | weitere Bilder |
| 09135008                         | Am Kirchplatz 2 (Lage)                                         | Wohnhaus | Die Entstehung des zweigeschossigen Fachwerkbaus mit Lehmstaken-Ausfachung und Walmdach wird auf das Jahr 1722 datiert. | Wohnhaus |
| 09135552                         | Am Kirchplatz 11 (Lage)                                        | Wohn- und Geschäftshaus | Der dreigeschossige Bau besitzt ein Terrassendach. Die Entstehung wird auf das Jahr 1884 datiert. | BW |
| 09135110                         | Am Wasserturm (Lage)                                           | Wasserturm | Der Wasserturm besitzt einen achteckigen Grundriss und wurde 1910 nach Entwurf von Stadtbaumeister Paul Droste errichtet. | weitere Bilder |
| 09135040                         | Am Wasserturm (Lage)                                           | Sowjetischer Ehrenfriedhof mit Denkmal | Der sowjetische Ehrenfriedhof wurde nach dem Ende des Zweiten Weltkriegs angelegt. | weitere Bilder |
| 09136144                         | Am Wasserturm 3 (Lage)                                         | Katholische Pfarrkirche Sankt Maria Mater Dolorosa und Pfarrhaus mit Nebengebäude sowie Einfriedung | Der massive Saalbau mit Satteldach entstand 1906. | weitere Bilder |
| 09136145 Teilobjekt zu: 09136144 | Am Wasserturm 3 (Lage)                                         | Pfarrhaus (katholisch) | Das Haus hat zwei Geschosse und vier Fensterachsen. Es wurde von 1907 bis 1908 erbaut. | BW |
| 09136143 Teilobjekt zu: 09136144 | Am Wasserturm 3 (Lage)                                         | Pfarrhaus (katholisch) | Das Haus ist eingeschossig mit einem Krüppelwalmdach. | BW |
| 09135589                         | Am Wasserturm 11, Wilhelm-Liebknecht-Straße 20 (Lage)          | Wohn- und Geschäftshaus des Konsumvereins | Der dreigeschossige Bau mit L-förmigem Grundriss entstand 1928 nach Entwürfen von Willi Ludewig. | BW |
| 09135108                         | Am Wasserturm 17 (Lage)                                        | Wohnhaus | Das dreigeschossige Gebäude mit Satteldach ist inschriftlich auf 1903 datiert. | BW |
| 09135296                         | An der Schraube 30 (Lage)                                      | Direktorenwohnhaus (späteres Verwaltungs- und Wirtschaftsgebäude) | Das zweigeschossige Gebäude entstand 1883–1884 und wurde 1904 erweitert. | BW |
| 09135097                         | August-Bebel-Straße 18 (Lage)                                  | Doppelturnhalle | Die Doppelturnhalle wurde 1928 nach Entwürfen des Berliner Architekten Kurt Vogeler erbaut. Das Gebäude ist zweigeschossig und besitzt ein Walmdach. | Doppelturnhalle |
| 09135570                         | August-Bebel-Straße 18 (Lage)                                  | Steigerturm, auf dem Schulhof | Das dreigeschossige mit einem Flachdach versehene Gebäude entstand 1928, als Baumaterial wurde Holz verwendet. Der Steigerturm wurde als Schlauchturm genutzt. | BW |
| 09135567                         | Bahnhofstraße 5 (Lage)                                         | Bahnhofempfangsgebäude mit Bahnsteig, Bahnsteigüberdachung sowie zwei Stellwerksgebäuden neben dem Empfangsgebäude und dem Wasserturm auf der anderen Seite des Gleiskörpers                                                                     | Bahnhofs-Empfangsgebäude mit Bahnsteig, Bahnsteigüberdachung sowie zwei Stellwerksgebäuden und dem Wasserturm auf der anderen Seite des Gleiskörpers. Das Bahnhofsgebäude entstand 1871–1872 als Ziegelbau. Unter Denkmalschutz stehen neben dem Bahnhofsgebäude das Stellwerk, der Wasserturm und die Bahnsteigüberdachung. | weitere Bilder |
| 09136335 Teilobjekt zu: 09135567 | Bahnhofstraße 5 (Lage)                                         | Bahnhofempfangsgebäude | Das Gebäude wurde um 1870 / 1975 erbaut. | BW |
| 0913 Teilobjekt zu: 091355676336 | Gröbitzer Weg (Lage)                                           | Wasserturm | Der Wasserturm befindet sich gegenüber des Empfangsgebäude am Gröbitzer Weg. | weitere Bilder |
| 09136337 Teilobjekt zu: 09135567 | Bahnhofstraße 5 (Lage)                                         | Stellwerk | Zu beiden Seiten des Empfangsgebäudes befindet sich ein Stellwerk. | Stellwerk |
| 09136338 Teilobjekt zu: 09135567 | Bahnhofstraße 5 (Lage)                                         | Bahnsteigüberdachung | Das Dach mit Eisenstützen ist gestaltet wied die Berliner S-Bahnhöfe. | Bahnsteigüberdachung |
| 09135771                         | Bahnhofstraße 4, Wilhelm-Liebknecht-Straße (Lage)              | Zwei Bahnverwaltungsgebäude und Bahnhofshotel | Das zweigeschossige, mit einem Satteldach versehene Verwaltungsgebäude wird auf 1894 datiert. Das zweite Verwaltungsgebäude entstand 1907 und das Wohnhaus 1904–1905. | Zwei Bahnverwaltungsgebäude und Bahnhofshotel |
| 09136441 Teilobjekt zu: 09135771 | Bahnhofstraße 6 (Lage)                                         | Verwaldungsgebäude | | BW |
| 09136442 Teilobjekt zu: 09135771 | Wilhelm-Liebknecht-Straße 1 (Lage)                             | Wohnhaus | | BW |
| 09135109                         | Berliner Straße 12 (Lage)                                      | Wohn- und Geschäftshaus | Das Wohn- und Geschäftshauses wird auf 1908 datiert. | BW |
| 09135751                         | Berliner Straße 22, Forststraße 1 (Lage)                       | Kontor- und Wohnhaus auf dem Gelände des ehemaligen Gaswerks sowie Elektrizitätsgebäude einschließlich der zugehörigen straßenseitigen Einfriedungen                                                                                             | Die Anlage wird auf das erste Viertel des 20. Jahrhunderts datiert. | BW |
| 0913 Teilobjekt zu: 09135751     | Berliner Straße 22 (Lage)                                      | Verwaltungsgebäude & Wohnhaus | | BW |
| 09136434 Teilobjekt zu: 09135751 | Forststraße 1 (Lage)                                           | Elektrozentrale | | BW |
| 09135936 Teilobjekt zu: 09135751 | Forststraße 1 (Lage)                                           | Trafostation | | BW |
| 09135573                         | Berliner Straße 43a / Schulstraße (Lage)                       | Postgebäude | Das zweigeschossige Gebäude entstand nach Entwürfen des Architekten und Postbaubeamten Erich Echternach und wird auf 1913 datiert. | Postgebäude |
| 09135112                         | Brunnenstraße 7 (Lage)                                         | Doppelwohnhaus | Das Doppelwohnhaus entstand 1920 nach den Entwürfen der Berliner Architekten Max Taut und Franz Hoffmann. | Doppelwohnhaus |
| 09135564                         | Brunnenstraße 9 (Lage)                                         | Gebäude der Tuchfabrik F. F. Koswig, später VEB Feintuch: Pförtnerhaus, Kontorgebäude, Webereigebäude, Sozialgebäude mit Erweiterung, Schmiede und Pferdestall mit Werksbahndurchfahrt sowie Industriegleis                                      | Die ältesten Gebäude der Fabrikanlage stammen aus dem ausgehenden 19. Jahrhundert. | weitere Bilder |
| 09136325 Teilobjekt zu: 09135564 | Brunnenstraße 9 (Lage)                                         | Pförtnerhaus | | BW |
| 09136326 Teilobjekt zu: 09135564 | Brunnenstraße 9 (Lage)                                         | Kesselhaus | | BW |
| 09136327 Teilobjekt zu: 09135564 | Brunnenstraße 9 (Lage)                                         | Kontorgebäude | | BW |
| 09136328 Teilobjekt zu: 09135564 | Brunnenstraße 9 (Lage)                                         | Webereigebäude | Die Erweiterung des Webereigebäudes wurde von Max Taut Entworfen. | BW |
| 09136329 Teilobjekt zu: 09135564 | Brunnenstraße 9 (Lage)                                         | Gefolgschaftshaus & Lagerhalle | | BW |
| 09136330 Teilobjekt zu: 09135564 | Brunnenstraße 9 (Lage)                                         | Pferdestall & Remise & Schlosserei | | BW |
| 09135533                         | Eichholzer Straße 1-25, Bergmühle 1-18 (Lage)                  | Wohnsiedlung Bergmühle mit Innenhof, Vorgärten und Gartenparzellen | Die Wohnsiedlung entstand 1929–1931 nach Entwürfen des Architekten Karl Dassel. | BW |
| 09135568                         | Friedensstraße 56-78 (gerade) (Lage)                           | Vier Mehrfamilienhäuser der GEWOBA einschließlich der zugehörigen Grünanlagen | Die vier zwei- und dreigeschossigen Mehrfamilienwohnhäuser entstanden 1928 nach Entwürfen des Architekten Willi Ludewig. | BW |
| 09135305                         | Friedrich-Engels-Straße 21, Wilhelm-Liebknecht-Straße 6 (Lage) | Möbelfabrik Weise mit allen Fabrikationsgebäuden und Umfassungsmauer sowie zugehöriger Fabrikantenvilla | Die Entstehung des zweigeschossigen Fabrikgebäudes wird auf die Zeit zwischen 1894 und 1910 datiert. | BW |
| 09136266 Teilobjekt zu: 09135305 | Wilhelm-Liebknecht-Straße 6 (Lage)                             | Fabrikantenvilla & Villa | Die Villen wurden 1900 gebaut. | BW |
| 09135111                         | Friedrich-Engels-Straße 31 (Lage)                              | Realgymnasium | Das ehemalige Realgymnasium wurde 1905 als Ziegelbau im Stil der Neogotik nach Entwurf von Stadtbaumeister Paul Droste erbaut. | BW |
| 09135103                         | Friedrich-Hebbel-Straße 16-22 (gerade) (Lage)                  | Wohnhaus „Märchenhaus“ | Das dreigeschossige Haus aus Ziegel-Mauerwerk wurde 1928/29 erbaut. In der Fassade befinden sich 27 Reliefs mit Märchenszenen. Das Gebäude wurde von Stadtbaurat Karl Dassel entworfen, die Märchenreliefs stammen von Johann Ernst Born, Paul Wachs und Paul Lindau. | weitere Bilder |
| 09135029                         | Geschwister-Scholl-Straße 1 (Lage)                             | Villa mit Seitengebäude, gepflastertem Hof, Einfriedung und Gartenanlage | Die Entstehung des zweigeschossigen Gebäudes wird auf 1866 datiert, 1933 erfolgten umfangreiche Umbauarbeiten nach Plänen von Max Taut. | BW |
| 09136184 Teilobjekt zu: 09135029 | Geschwister-Scholl-Straße 1 (Lage)                             | Villengarten | | BW |
| 09135592                         | Geschwister-Scholl-Straße 2 (Lage)                             | Fabrikantenvilla mit Remise | Die Fabrikantenvilla des Tuchfabrikanten Benno Richard Haberland entstand zwischen 1851 und 1875 im Stil des Spätklassizismus. Heute beherbergt es Stadtarchiv, Bibliothek und das Feuerwehrmuseum Finsterwalde. | weitere Bilder |
| 09136346 Teilobjekt zu: 09135592 | Geschwister-Scholl-Straße 2 (Lage)                             | Remise | | BW |
| 09135962                         | Grenzstraße 33 (Lage)                                          | Mechanischer Webstuhl, Modell CFS | Webstuhl des VEB Webstuhlbau Karl-Marx-Stadt aus dem Jahr 1958 | BW |
| 09135601                         | Große Ringstraße 4 (Lage)                                      | Wohnhaus | Das zweigeschossige Gebäude mit Mansarddach wird auf die Zeit um 1700 datiert. | BW |
| 09135826                         | Karl-Marx-Straße 18 (Lage)                                     | Mietwohnhaus | Das dreigeschossige Gebäude mit L-förmigen Grundriss entstand 1905 nach Entwürfen von Arthur Tonke. | BW |
| 09135934                         | Kirchhainer Straße (Lage)                                      | Sammlung historischer Segelflugzeuge und Segelflugzeughalle, auf dem Flugplatz | Sammlung historischer Segelflugzeuge und Segelflugzeughalle auf dem Flugplatz aus dem Jahre 1954 | BW |
| 09135935 Teilobjekt zu: 09135934 | Kirchhainer Straße (Lage)                                      | Flugzeughangar | | BW |
| 09135515                         | Kirchhainer Straße 20 (Lage)                                   | Freimaurerloge mit Einfriedung | Die ehemalige Logenhaus der Freimaurerloge wurde 1904–1905 als Villa erbaut. Der zweigeschossige Klinker- und Kunststein-Bau wird von einem Walmdach bedeckt. | Freimaurerloge mit Einfriedung |
| 09135571                         | Kirchhainer Straße 40 (Lage)                                   | Städtisches Krankenhaus (Altbau des Kreiskrankenhauses) mit gemauerter Einfriedung und schmiedeeisernem Zaun | Das heutige Kreiskrankenhaus wurde 1905–1908 nach Entwurf von Stadtbaumeister Paul Droste als zweigeschossiges Gebäude im Stil der Neorenaissance erbaut. | Städtisches Krankenhaus (Altbau des Kreiskrankenhauses) mit gemauerter Einfriedung und schmiedeeisernem Zaun |
| 09135107                         | Kleine Ringstraße 8 (Lage)                                     | Wohn- und Geschäftshaus mit zwei Seitenflügeln und einem Quergebäude an der Großen Ringstraße | Das zweigeschossige Gebäude mit Satteldach wurde 1903 errichtet, die beiden Seitenflügel stammen aus dem Jahr 1876. | Wohn- und Geschäftshaus mit zwei Seitenflügeln und einem Quergebäude an der Großen Ringstraße |
| 09136194 Teilobjekt zu: 09135107 | Kleine Ringstraße 8 (Lage)                                     | Speicher | | BW |
| 09136027                         | Kleine Ringstraße 25, 26 (Lage)                                | Wohn- und Geschäftshaus | Das dreigeschossige Gebäude entstand 1899 für den Sattlermeister Moritz Böttger und wurde 1910 erweitert. | BW |
| 09135018                         | Lange Straße 3 (Lage)                                          | Wohn- und Geschäftshaus und eingeschossiger Ladenanbau sowie Hofpflasterung | Das dreigeschossige Gebäude entstand 1911 nach Entwürfen des Dresdner Architekten Georg Heinsius von Mayenburg. | BW |
| 09135056                         | Lange Straße 8 (Lage)                                          | Kreismuseum mit Dampfmaschine der Brennerei Repten | Die Entstehung des zweigeschossigen Gebäudes wird in die Zeit zwischen 1846 und 1855 datiert. Hier befindet sich heute das Finsterwalder Kreismuseum. | BW |
| 09135102                         | Lange Straße 25 (Lage)                                         | Wohnhaus | Das Wohnhaus entstand 1896 nach Entwürfen von Hermann Ehlert. | Wohnhaus |
| 09135101                         | Lange Straße 27 (Lage)                                         | Wohnhaus | Das Wohnhaus entstand 1896 nach Entwürfen von Hermann Ehlert. | Wohnhaus |
| 09135764                         | Lange Straße 28 (Lage)                                         | Wohnhaus | Das zweigeschossige Gebäude mit Satteldach wird auf 1880 datiert, Bauherr war der Seifenfabrikant August Thierack. | BW |
| 09135593                         | Lange Straße 60 (Lage)                                         | Mietwohnhaus | Das dreigeschossige Gebäude entstand 1928 nach Entwürfen von Karl Dassel für den Zigarettenfabrikanten Alfred Hoxhold. | Mietwohnhaus |
| 09136034                         | Langer Damm 51a (Lage)                                         | Kino „Regina Lichtspiele“ | Das zweigeschossige Gebäude mit Walmdach wurde 1938 durch den Bauunternehmer Arthur Tonke für Agnes Sigrist geb. Tonke errichtet. | Kino „Regina Lichtspiele“ |
| 09135089                         | Markt 1 (Lage)                                                 | Rathaus | Das Rathaus wurde 1739 errichtet, dabei wurde Mauerwerk vom Vorgängerbau einbezogen. Auf dem Walmdach sitzt ein Uhrturm. | Rathaus |
| 09135310                         | Markt 4, 5 (Lage)                                              | Wohn- und Geschäftshaus | Das dreigeschossige Wohn- und Geschäftshaus entstand um 1850, 1910–1911 erfolgten umfangreiche Umbauarbeiten nach Entwürfen von Georg Heinsius von Mayenburg. | Wohn- und Geschäftshaus |
| 09135311                         | Markt 6, 7 (Lage)                                              | Wohn- und Geschäftshaus | Das dreigeschossige Gebäude mit Berliner Dach entstand im Jahre 1894 für den Müller und Ziegeleibesitzer Moritz Seydel. | Wohn- und Geschäftshaus |
| 09135544                         | Markt 8 (Lage)                                                 | Wohnhaus | Das zweigeschossige Gebäude mit Krüppelwalmdach wird es auf die erste Hälfte des 17. Jahrhunderts datiert, umfangreiche Umbauarbeiten erfolgten um 1900. | BW |
| 09135090                         | Markt 12 (Lage)                                                | Wohnhaus mit Gaststätte | Das Wohn- und Geschäftshaus mit Gaststätte wird auf 1901 datiert. | Wohnhaus mit Gaststätte |
| 09135091                         | Markt 13 (Lage)                                                | Wohnhaus mit Laden | Das Wohn- und Geschäftshaus mit Laden wird auf 1901 datiert. | Wohnhaus mit Laden |
| 09135055                         | Markt 14 (Lage)                                                | Wohnhaus mit Apotheke | An diesem Gebäude erfolgten um 1858 Umbauarbeiten. | BW |
| 09135092                         | Markt 21 (Lage)                                                | Wohnhaus mit Gaststätte | Das Gebäude entstand in der ersten Hälfte des 19. Jahrhunderts, 1937 erfolgten Umbauarbeiten. | Wohnhaus mit Gaststätte |
| 09135093                         | Markt 22 (Lage)                                                | Wohnhaus mit Laden | Das zweigeschossige Gebäude wird auf das ausgehende 16. Jahrhundert datiert. Im Jahre 1748 erfolgten inschriftlich datierte Umbauarbeiten. | Wohnhaus mit Laden |
| 09135094                         | Markt 23 (Lage)                                                | Wohnhaus mit Laden | Das Gebäude wird auf 1882 datiert. | Wohnhaus mit Laden |
| 09135513                         | Markt 25 (Lage)                                                | Wohnhaus mit Laden | Das Gebäude wird auf das 16. oder 17. Jahrhundert datiert. | Wohnhaus mit Laden |
| 09135095                         | Markt 26 (Lage)                                                | Wohnhaus mit Gaststätte | Das zweigeschossige Gebäude mit Satteldach entstand inschriftlich im Jahre 1564. | Wohnhaus mit Gaststätte |
| 09135514                         | Markt 29 (Lage)                                                | Wohnhaus | Die Entstehung dieses zweigeschossigen Gebäudes wird auf die erste Hälfte des 18. Jahrhunderts datiert. | BW |
| 09135096                         | Markt 33 (Lage)                                                | Wohn- und Geschäftshaus | Unter Denkmalschutz steht hier ein Wohn- und Geschäftshaus. | BW |
| 09135746                         | Naundorfer Straße 4 (Lage)                                     | Wohnhaus | Das zweigeschossige Gebäude mit Satteldach entstand 1909–1910 nach Entwurf von Stadtbaumeister Paul Droste. | BW |
| 09135520                         | Oscar-Kjellberg-Straße 9 (Lage)                                | Gebäude und Anlagen der Tuchfabrik Carl Schaefer mit Weberei und Spinnerei, Heizhaus mit Schornstein und Textilmaschinen | Die Fabrikanlage entstand in der Zeit von 1889 bis 1936, unter Denkmalschutz stehen unter anderem auch einige Maschinen im Inneren. | BW |
| 09136302 Teilobjekt zu: 09135520 | Oscar-Kjellberg-Straße 9 (Lage)                                | Spinnerei & Weberei | Die Gebäude wurden 1889 gebaut. | BW |
| 09136303 Teilobjekt zu: 09135520 | Oscar-Kjellberg-Straße 9 (Lage)                                | Webereigebäude | Das Gebäude wurde 1890 erbaut. Im Jahre 1936 brannte das Haus ab, wurde wieder aufgebaut und aufgestockt. | BW |
| 09136304 Teilobjekt zu: 09135520 | Oscar-Kjellberg-Straße 9 (Lage)                                | Kesselhaus & Heizhaus | Die Gebäude wurden 1907 erbaut und 1924 umgebaut. | BW |
| 09135098                         | Schloßstraße 3 (Lage)                                          | Wohnhaus | Das zweigeschossige Gebäude wird auf die erste Hälfte des 17. Jahrhunderts datiert. | Wohnhaus |
| 09135745                         | Schloßstraße 4 (Lage)                                          | Evangelisches Pfarramt und Gemeindehaus einschließlich der straßenseitigen Einfriedungsmauer zwischen beiden Gebäuden | Die Gebäude entstand 1901–1903 nach Entwurf des Architekten L. von Tieffenbach (wahrscheinlich irrtümliche Angabe statt Ludwig von Tiedemann). | Evangelisches Pfarramt und Gemeindehaus einschließlich der straßenseitigen Einfriedungsmauer zwischen beiden Gebäuden |
| 09136431 Teilobjekt zu: 09135745 | Schloßstraße 4 (Lage)                                          | Pfarrhaus | | BW |
| 09136432 Teilobjekt zu: 09135745 | Schloßstraße 4 (Lage)                                          | Gemeindehaus | | BW |
| 09135099                         | Schloßstraße 6 (Lage)                                          | Wohnhaus und Hofbebauung „Kurtsburg“ | Das Wohnhaus wurde 1572 umgebaut, es war das Vorderhaus eines Vierseithofs. | Wohnhaus und Hofbebauung „Kurtsburg“ |
| 09136191 Teilobjekt zu: 09135099 | Schloßstraße 6 ()                                              | Fabrikgebäude | | ein Bild hochladen |
| 09136192 Teilobjekt zu: 09135099 | Schloßstraße 6 ()                                              | Stall & Wohnhaus | | ein Bild hochladen |
| 09139193 Teilobjekt zu: 09135099 | Schloßstraße 6 ()                                              | Fabrikgebäude | | ein Bild hochladen |
| 09135027                         | Schloßstraße 6b (Lage)                                         | Kontorgebäude und anschließender Querbau der Seifenfabrik A. Thierack | Das zweigeschossige Gebäude mit Mansardwalmdach entstand 1912 in Stahlbeton-Bauweise. | BW |
| 09135088                         | Schloßstraße 7, 8 (Lage)                                       | Schloss | Das Finsterwalder Schloss wurde als Renaissance-Anlage 1559–1597 anstelle einer mittelalterlichen Burg errichtet. Das Gebäude gliedert sich in zwei Teile, das Vorder- und das Hinterschloss, mit je einem sehenswerten Innenhof. | weitere Bilder |
| 09135955 Teilobjekt zu: 09135088 | Schloßstraße 7, 8 ()                                           | Verwaltungsgebäude & Wirtschaftsgebäude | | Verwaltungsgebäude & Wirtschaftsgebäude |
| 09135581                         | Siedlerstraße 66 (Lage)                                        | Fachwerkscheune | Die Entstehung der Fachwerkscheune mit Krüppelwalmdach wird auf die erste Hälfte des 18. Jahrhunderts datiert. | BW |
| 09135560                         | Sonnewalder Straße 11 (Lage)                                   | Gutenberghaus | Die Entstehung des dreigeschossigen Gebäudes wird auf die zweite Hälfte des 19. Jahrhunderts datiert. 1926 erfuhr es umfangreiche Umbauarbeiten nach Plänen des Dresdener Architekten Otto Reinhardt. Weitere Umbauarbeiten erfolgten 1974. | BW |
| 09135041                         | Sonnewalder Straße 28, 28a (Lage)                              | Eingangsbauten und Hauptportal, Trauer- und Leichenhalle, historische Erbbegräbnisse und Grabmäler, Trauermal auf dem kleinen Urnenfeld, Gedenkhain und Trauerhalle für die Gefallenen des Ersten Weltkriegs, auf dem älteren Teil des Friedhofs | Die Hochbauten des örtlichen Friedhofs werden auf 1844 datiert, 1874–1875 erfolgte eine Erweiterung. | [[Vorlage:Bilderwunsch/code!/C:51.63802,13.704315!/D:Sonnewalder Straße 28, 28a, Eingangsbauten und Hauptportal, Trauer- und Leichenhalle, historische Erbbegräbnisse und Grabmäler, Trauermal auf dem kleinen Urnenfeld, Gedenkhain und Trauerhalle für die Gefallenen des Ersten Weltkriegs, auf dem älteren Teil des Friedhofs!/\|BW]] |
| 09136057 Teilobjekt zu: 09135041 | Sonnewalder Straße 28, 28a ()                                  | Trauerhalle | Die Halle befindet sich am Hauptweg des Friedhofes. Erbaut wurde die Halle von 1965 bis 1966. | ein Bild hochladen |
| 09136058 Teilobjekt zu: 09135041 | Sonnewalder Straße 28, 28a ()                                  | Wandbild | Das Wandbild befindet sich in der Trauerhalle. Der Entwurf stammt von dem Bildhauer Ernst Sauer. | ein Bild hochladen |
| 09136059 Teilobjekt zu: 09135041 | Sonnewalder Straße 28, 28a ()                                  | Kriegerdenkmal | Das Denkmal befindet sich gegenüber der Trauerhalle. | ein Bild hochladen |
| 09136060 Teilobjekt zu: 09135041 | Sonnewalder Straße 28, 28a ()                                  | Gedenkhalle | | ein Bild hochladen |
| 09136061 Teilobjekt zu: 09135041 | Sonnewalder Straße 28, 28a ()                                  | Trauermal | | ein Bild hochladen |
| 09136063 Teilobjekt zu: 09135041 | Sonnewalder Straße 28, 28a ()                                  | Grabmal | | ein Bild hochladen |
| 09136063 Teilobjekt zu: 09135041 | Sonnewalder Straße 28, 28a ()                                  | Mausoleum | | ein Bild hochladen |
| 09136065 Teilobjekt zu: 09135041 | Sonnewalder Straße 28, 28a ()                                  | Grabanlage / Grabmal | | ein Bild hochladen |
| 09136066 Teilobjekt zu: 09135041 | Sonnewalder Straße 28, 28a ()                                  | Mausoleum | | ein Bild hochladen |
| 09136067 Teilobjekt zu: 09135041 | Sonnewalder Straße 28, 28a ()                                  | Mausoleum | | ein Bild hochladen |
| 09136068 Teilobjekt zu: 09135041 | Sonnewalder Straße 28, 28a ()                                  | Grabmal | | ein Bild hochladen |
| 09136069 Teilobjekt zu: 09135041 | Sonnewalder Straße 28, 28a ()                                  | | | ein Bild hochladen |
| 09136070 Teilobjekt zu: 09135041 | Sonnewalder Straße 28, 28a ()                                  | Grabmal | | ein Bild hochladen |
| 09136071 Teilobjekt zu: 09135041 | Sonnewalder Straße 28, 28a ()                                  | Grabmal | | ein Bild hochladen |
| 09136072 Teilobjekt zu: 09135041 | Sonnewalder Straße 28, 28a ()                                  | Grabmal | | ein Bild hochladen |
| 09136073 Teilobjekt zu: 09135041 | Sonnewalder Straße 28, 28a ()                                  | Grabmal | Gotthelf Traugott Liederwald | ein Bild hochladen |
| 09136074 Teilobjekt zu: 09135041 | Sonnewalder Straße 28, 28a ()                                  | Grabkreuz | | ein Bild hochladen |
| 09136075 Teilobjekt zu: 09135041 | Sonnewalder Straße 28, 28a ()                                  | Grabmal | | ein Bild hochladen |
| 09136076 Teilobjekt zu: 09135041 | Sonnewalder Straße 28, 28a ()                                  | Grabanlage & Einfriedung | | ein Bild hochladen |
| 09136077 Teilobjekt zu: 09135041 | Sonnewalder Straße 28, 28a ()                                  | Grabanlage & Einfriedung | | ein Bild hochladen |
| 09136078 Teilobjekt zu: 09135041 | Sonnewalder Straße 28, 28a ()                                  | Grabanlage & Einfriedung | | ein Bild hochladen |
| 09136079 Teilobjekt zu: 09135041 | Sonnewalder Straße 28, 28a ()                                  | Grabanlage & Einfriedung | | ein Bild hochladen |
| 09136080 Teilobjekt zu: 09135041 | Sonnewalder Straße 28, 28a ()                                  | Grabmal | | ein Bild hochladen |
| 09136081 Teilobjekt zu: 09135041 | Sonnewalder Straße 28, 28a ()                                  | Grabmal | Adolph Gutsv Wolff | ein Bild hochladen |
| 09136082 Teilobjekt zu: 09135041 | Sonnewalder Straße 28, 28a ()                                  | Grabmal | | ein Bild hochladen |
| 09136083 Teilobjekt zu: 09135041 | Sonnewalder Straße 28, 28a ()                                  | Mausoleum | | ein Bild hochladen |
| 09136084 Teilobjekt zu: 09135041 | Sonnewalder Straße 28, 28a ()                                  | Grabmal | | ein Bild hochladen |
| 09136085 Teilobjekt zu: 09135041 | Sonnewalder Straße 28, 28a ()                                  | Grabmal | | ein Bild hochladen |
| 09136086 Teilobjekt zu: 09135041 | Sonnewalder Straße 28, 28a ()                                  | Grabmal | | ein Bild hochladen |
| 09136087 Teilobjekt zu: 09135041 | Sonnewalder Straße 28, 28a ()                                  | Grabmal | | ein Bild hochladen |
| 09136088 Teilobjekt zu: 09135041 | Sonnewalder Straße 28, 28a ()                                  | Grabmal | | ein Bild hochladen |
| 09136089 Teilobjekt zu: 09135041 | Sonnewalder Straße 28, 28a ()                                  | Grabmal | | ein Bild hochladen |
| 09136090 Teilobjekt zu: 09135041 | Sonnewalder Straße 28, 28a ()                                  | Grabmal | | ein Bild hochladen |
| 09136091 Teilobjekt zu: 09135041 | Sonnewalder Straße 28, 28a ()                                  | Grabmal & Skulptur | | ein Bild hochladen |
| 09136092 Teilobjekt zu: 09135041 | Sonnewalder Straße 28, 28a ()                                  | Grabmal & Skulptur | | ein Bild hochladen |
| 09136093 Teilobjekt zu: 09135041 | Sonnewalder Straße 28, 28a ()                                  | Grabmal | | ein Bild hochladen |
| 09136094 Teilobjekt zu: 09135041 | Sonnewalder Straße 28, 28a ()                                  | Grabmal | | ein Bild hochladen |
| 09136095 Teilobjekt zu: 09135041 | Sonnewalder Straße 28, 28a ()                                  | Mausoleum | | ein Bild hochladen |
| 09136096 Teilobjekt zu: 09135041 | Sonnewalder Straße 28, 28a ()                                  | Grabmal | | ein Bild hochladen |
| 09136097 Teilobjekt zu: 09135041 | Sonnewalder Straße 28, 28a ()                                  | Grabmal | | ein Bild hochladen |
| 09136098 Teilobjekt zu: 09135041 | Sonnewalder Straße 28, 28a ()                                  | Grabanlage | | ein Bild hochladen |
| 09136099 Teilobjekt zu: 09135041 | Sonnewalder Straße 28, 28a ()                                  | Grabkreuz | Friedrich Ernst Singewald | ein Bild hochladen |
| 0913100 Teilobjekt zu: 09135041  | Sonnewalder Straße 28, 28a ()                                  | Grabmal | Emil Weise, Spielzeugfabrikant | ein Bild hochladen |
| 09136101 Teilobjekt zu: 09135041 | Sonnewalder Straße 28, 28a ()                                  | Grabmal | Das Grabmal für den Buchdrucker Richard Espenhain befindet sich nordöstlich der Trauerhalle und des Ehrenhains im Feld A, Nr. 59. Es stellt ein sitzender Hirtenjunge da. | ein Bild hochladen |
| 09136102 Teilobjekt zu: 09135041 | Sonnewalder Straße 28, 28a ()                                  | Grabmal | Heinrich Gentz | ein Bild hochladen |
| 09136103 Teilobjekt zu: 09135041 | Sonnewalder Straße 28, 28a ()                                  | Grabmal | Das Grabmal ist Traugott Vogel gewidmet. Es befindet sich nahe des Kindergrabfeldes 5a, Feld A. | ein Bild hochladen |
| 09136104 Teilobjekt zu: 09135041 | Sonnewalder Straße 28, 28a ()                                  | Einfriedung | Die Einfriedung für das Grab der Familie Grittner wurde um 1880 bis 1900 angelegt. Es befindet sich nahe des Kindergrabfeldes 5a, Feld A. | ein Bild hochladen |
| 09135782                         | Sonnewalder Straße 28, 28a (Lage)                              | Ehrenfriedhof für verschleppte Zwangsarbeiter, auf dem Friedhof | Das Denkmal entstand 1967. | BW |
| 09135927                         | Sonnewalder Straße 87 (Lage)                                   | Villa | Das mit einem Walmdach versehene zweigeschossige Gebäude entstand 1923 nach Entwürfen des Dresdener Architekten Hans Grosse für den Dampfmühlenbesitzer Rudolf Willnow. | BW |
| 09135104                         | Straße der Jugend 1 (Lage)                                     | Schule | Das Gebäude der ehemaligen Konfessionellen Knabenschule, des späteren Janusz-Korczak- und heutigen Sängerstadt-Gymnasiums, ist der größte Schulbau in der Stadt Finsterwalde. Der massive Bau wurde von dem Architekten Max Taut gestaltet. | weitere Bilder |
| 09135105                         | Straße der Jugend 3 (Lage)                                     | Kinderheim | Das Gebäude wurde 1912–1913 im Ensemble mit der benachbarten Knabenschule nach Entwurf von Max Taut errichtet. Der Bau geht auf eine Stiftung des Tuchfabrikanten Max Koswig und seiner Frau Anna Koswig zurück. | BW |
| 09135519                         | Zirkusplatz (Lage)                                             | Bahnbetriebswerk mit Lokomotivschuppen mit Anbauten, Wasserturm, Drehscheibe, Wasserkran, Entschlackungsgrube, Kohlebunker sowie Gleisanlagen | Das Bahnbetriebswerk entstand zwischen 1910 und 1920. | weitere Bilder |
| 09136299 Teilobjekt zu: 09135519 | Zirkusplatz ()                                                 | Lokomotivschuppen | | ein Bild hochladen |
| 09136300 Teilobjekt zu: 09135519 | Zirkusplatz ()                                                 | Wasserturm | | weitere Bilder |
| 09136301 Teilobjekt zu: 09135519 | Zirkusplatz ()                                                 | Wasserkran | | ein Bild hochladen |

### Nehesdorf
| ID-Nr.                           | Lage              | Bezeichnung   | Beschreibung | Bild           |
| -------------------------------- | ----------------- | ------------- | --- | -------------- |
| 09135100                         | Kantstraße (Lage) | Dorfkirche    | Die evangelische Katharinenkirche wurde in der zweiten Hälfte des 13. Jahrhunderts erbaut. Sie ist ein Bau aus Feldsteinen mit einem Rechteckchor und einem Westturm. Im Inneren befindet sich ein Altarretabel aus dem 17. Jahrhundert. | weitere Bilder |
| 09136036 Teilobjekt zu: 09135100 | Kantstraße (Lage) | Orgelprospekt | Das Orgelprospekt stammt aus dem Jahr 1791. | BW             |

### Pechhütte
| ID-Nr.   | Lage                     | Bezeichnung                                    | Beschreibung | Bild |
| -------- | ------------------------ | ---------------------------------------------- | --- | ---- |
| 09135781 | Grünhauser Straße (Lage) | Ziegelgewölbebrücke am ehemaligen Mahlenzteich | Die Ziegelgewölbebrücke führt südlich der Stadt Finsterwalde nahe dem Ortsteil Pechhütte die ehemalige Ortsverbindungsstraße nach Grünhaus über einen Vorflutgraben. Datiert wird sie in die Zeit zwischen 1890 und 1910. | BW   |

### Sorno
| ID-Nr.   | Lage                           | Bezeichnung | Beschreibung | Bild       |
| -------- | ------------------------------ | ----------- | --- | ---------- |
| 09135128 | Sornoer Hauptstraße 25a (Lage) | Dorfkirche  | Die evangelische Sornoer Kirche stammt aus der Spätgotik. Der Dachturm stammt wahrscheinlich aus dem Jahre 1706. Aus dem Jahre 1647 stammt im Inneren der Altaraufsatz. | Dorfkirche |

## Ehemalige Baudenkmale
| ID-Nr. | Lage                                         | Bezeichnung                                                     | Beschreibung                                      | Bild |
| ------ | -------------------------------------------- | --------------------------------------------------------------- | ------------------------------------------------- | --- |
|        | Finsterwalde Kleine Ringstraße 9 (Lage)      | Wohnhaus                                                        |                                                   | weitere Bilder |
|        | Finsterwalde Rosa-Luxemburg-Straße 77 (Lage) | Konzertmuschel, im Biergarten des Ausflugslokals “Zur Erholung” | Die Konzertmuschel wurde im Juni 2016 abgerissen. | [[Vorlage:Bilderwunsch/code!/C:51.621548,13.715067!/D:Finsterwalde Rosa-Luxemburg-Straße 77, Konzertmuschel, im Biergarten des Ausflugslokals “Zur Erholung”!/\|BW]] |